# 赫梅利尼茨基車站
赫梅利尼茨基車站（羅馬化：Khmelnytskyi）是烏克蘭赫梅利尼茨基的一座鐵路車站，啟用於1871年9月21日，現有車站建築於1984年改建。車站前有一座博格丹·赫梅利尼茨基的雕像。
2018年，該車站被列入烏克蘭十大最繁忙車站之一，年旅客流量為160萬人次。